# Onychogomphus banteng
Onychogomphus banteng – gatunek ważki z rodziny gadziogłówkowatych (Gomphidae).